# Vernayaz
Vernayaz is een gemeente en plaats in het Zwitserse kanton Wallis, en maakt deel uit van het district Saint-Maurice.
Vernayaz telt 1.875 inwoners.

## Geschiedenis
Vernayaz is sinds 1913 een zelfstandige gemeente, daarvoor maakte de plaats deel uit van de gemeente Salvan.